# Anime Festival Asia
C3AFA còn được gọi thành Anime Festival Asia (AFA), là một chuỗi các hội chợ anime được tổ chức tại khu vực Đông Nam Á, với hội nghị trung tâm được tổ chức tại Singapore. Thông thường, hội nghị chính được tổ chức vào cuối tuần của cuối tháng 11 đến đầu tháng 12. Vị trí tổ chức của AFA nằm tại Trung tâm Triển lãm và Hội nghị Quốc tế Suntec Singapore từ năm 2008 đến 2011, nhưng tạm thời dời đến Singapore Expo MAX Pavilion vào năm 2012 do việc cải tạo lại trung tâm, tuy nhiên hội chợ đã trở lại vào năm 2013 và tổ chức cho đến nay.
Các hội nghị cũng được tổ chức tại Trung tâm thương mại thế giới Putra, Kuala Lumpur, Malaysia; tại hội chợ triển lãm quốc tế Jakarta (Kemayoran, Jakarta, Indonesia), Hội trường Hoàng gia Paragon (Băng Cốc, Thái Lan) và tại Trung tâm hội nghị và triển lãm Indonesia, (Tangerang, Đại Jakarta, Indonesia).
Bên cạnh các hội nghị chính, AFA cũng tổ chức các hội chợ kinh doanh định kỳ tập trung vào anime và manga, đầu tiên là Hội nghị Hoạt hình Châu Á, được tổ chức vào năm 2009.
AFA từng được một trong những nhân vật lớn tham dự từ ngoài Nhật Bản. Có 94.270 người tham dự vào năm 2016, 96.000 người vào 2017 và 105.000 người tham dự năm 2018. Tính từ năm 2008 đến 2018 là tổng cộng 1.700.000 người tham dự.
AFA cũng tổ chức các buổi hòa nhạc âm nhạc mang tên I Love Anisong do SOZO Pte Ltd thực thuộc quả lý. Vào năm 2017, SOZO đã tham gia hợp tác với nhà tổ chức sự kiện C3 của Sotsu tại Nhật Bản, Hồng Kông và Trung Quốc, tạo thành C3AFA. Năm 2018, SOZO và Eliphant, nhà tổ chức GameStart, một sự kiện thể thao và trò chơi tạu Singapore, đã thành lập một liên minh chiến lược để mang lại nhiều nội dung.

## Lịch sử

### Lịch sử AFA
| Thời gian                                 | Địa điểm                                                             | Số người tham dự | Khách mời |
| ----------------------------------------- | -------------------------------------------------------------------- | ---------------- | --- |
| Ngày 22–23, tháng 11, năm 2008            | Trung tâm triển lãm và hội nghị quốc tế Suntec Singapore Singapore   | 29,000           | Kunio Okawara, Kōji Morimoto, May'n, Ichirou Mizuki |
| Ngày 21–22, tháng 11, năm 2009            | Trung tâm triển lãm và hội nghị quốc tế Suntec Singapore Singapore   | 52,000           | Hatsune Miku, Ichirou Mizuki, May'n, Shoko Nakagawa, Yoshiki Fukuyama, Kaname, Danny Choo |
| Ngày 12–14, tháng 11, năm 2010            | Trung tâm triển lãm và hội nghị quốc tế Suntec Singapore Singapore   | 71,000           | Aira, Alodia Gosiengfiao, Kaname, Kana Hanazawa, Angela, Ichirou Mizuki, JAM Project, May'n, Scandal |
| Ngày 11–13, tháng 11, năm 2011            | Trung tâm triển lãm và hội nghị quốc tế Suntec Singapore Singapore   | 82,000           | Danny Choo, Hatsune Miku, Ichirou Mizuki, Flow, Lisa, Sea*a, May'n, Angela, Kalafina, Kanako Itō, Chiwa Saitō, Gō Nakanishi, Kaname, Suzuko Mimori, Sora Tokui, Mikoi Sasaki, Izumi Kitta, Usagi |
| Ngày 9-10, tháng 6, năm 2012              | Trung tâm thương mại thế giới Putra Kuala Lumpur, Malaysia           | 40,000           | Kalafina, Maon Kurosaki, Aimi, Flow, Kotoko, Sea*a, Mitsuhisa Ishikawa, Tomohiko Ishii, Danny Choo, Kaname, Tasha, Miyuko |
| Ngày 1–2, tháng 9, năm 2012               | Triển lãm quốc tế Jakarta Jakarta, Indonesia                         | 40,000           | 7!!, bless4, Ichiro Mizuki, LiSA, Angela, Kotoko, Sea*a, Stereopony, Danny Choo, Kaname, Akatsuki Tsubasa |
| Ngày 9–11, tháng 11, năm 2012             | Gian hàng Singapore Expo MAX Singapore                               | 83,000           | Flow, fripSide, May'n, Sea*a, Sphere, T.M. Revolution, Shinichiro Watanabe, Go Nakanishi, Kaname, Singi, Danny Choo, Daisuke Kishio, Fumiaki Nishihara, Kenji Kamiyama, Hachioji-P, Akatsuki Tsukasa, Judy, Hiko, Mikoto, Reika |
| Ngày 6–8, tháng 9, năm 2013               | Trung tâm hội nghị Jakarta Jakarta, Indonesia                        | 53,000           | Angelina, Angie, Aya Hirano, Babymetal, Clive, Danny Choo, Dempagumi.inc, DJ Kazu, Eir Aoi, Emi Nitta, fripSide, Kalafina, Kaname, May'n, Reika, Richfield, T.M.Revolution, Ying Tze |
| Ngày 8–10, tháng 11, năm 2013             | Trung tâm triển lãm và hội nghị quốc tế Suntec Singapore Singapore   | 85,000           | Danny Choo, Ryōhei Kimura, Ryōta Ōsaka, Nana Mizuki, May'n, T.M. Revolution, Lisa, Eir Aoi, Angela, Elisa, Gen Urobuchi, Koji Yamamoto, Shinichiro Kashiwada, Tomohiko Ito, Yui Ishikawa, Tetsurō Araki, Kyoji Asano, George Wada, Tetsuya Nakatake |
| Ngày 15–17, tháng 8, năm 2014             | Trung tâm hội nghị Jakarta Jakarta, Indonesia                        | 55,000           | Atsuko Ishizuka, Danny Choo, Diasta Priswarini, DJ Kazu, Egoist, Eir Aoi, Garnidelia, Hachioji-P, JKT48, Luna Haruna, T.M. Revolution |
| Ngày 5–7, tháng 12, năm 2014              | Trung tâm triển lãm và hội nghị quốc tế Suntec Singapore Singapore   | 90,000           | angela, Eri Kitamura, DJ Kazu, Yui Horie, fripSide, Lisa, yanaginagi, niconico KUNIKAIGI |
| Ngày 30 (tháng 4)–3 (tháng 5), năm 2015   | Trung tâm triển lãm và thương mại quốc tế Bangkok Băng Cốc, Thái Lan | 75,000           | angela, Angie, Baozi, DJ Kazu, Ei Aoki, Eir Aoi, Flow, fripSide, Hana, Inori Minase, Kalafina, Kaname, Kunio Okawara, May'n, Miu, Nao Shirahane, Nobuhiku Okamoto, Ono Manabu, Shizuku Kitayama, Siutao, Ying Tze, Yuiko Tatsumi |
| Ngày 25–27, tháng 9, năm 2015             | Triển lãm quốc tế Jakarta Jakarta, Indonesia                         | 60,558           | Angie, Baozi & Hana, DJ Kazu, Ely, Flow, fripSide, Gackt, Garnidelia, Junko Takeuchi, Kaname, Liui, Lisa, Mai Fuchigami, Majiko, Michi, mikito-P, motsu × Kaya, Nano, Otogi Nekomu, Pink Babies, Pinky Lu Xun, Richfield, Shō Hayami, yanaginagi, Ying Tze, Yumiri Hanamori, Yurika Endō |
| Ngày 27–29, tháng 11, năm 2015            | Trung tâm triển lãm và hội nghị quốc tế Suntec Singapore Singapore   | 90,669           | Back-On, bless4, HoneyWorks, Zaq, Ayana Taketatsu, Maaya Uchida, Suzuko Mimori, Michi, Shiori Mikami, Yumiri Hanamori, Yurika Endō, Garnidelia, May'n, Mika Kobayashi, nano, Makoto Furukawa, Lia, Aimer, Stand Up! Hearts, Real Akiba Boyz |
| Ngày 19–21, tháng 8, năm 2016             | Hội trường Hoàng gia Paragon Băng Cốc, Thái Lan                      | 55,000           | GARNiDELiA, Luna Haruna, Suzuko Mimori, Aimer, Lia, livetune+, May'n, Aquors, Ayaka Fukuhara, Daisuke Hirakawa, Kenta Miyake, Machico, Mikako Izawa, Niji no Conquistador, Sawa Shiramori, Tasuku Hatanaka, Yoshiaki Hasegawa, |
| Ngày 18, tháng 9, năm 2016                | Triển lãm quốc tế Jakarta Jakarta, Indonesia                         | 61,953           | Aimer, Alisa Takigawa, ELISA, livetune+, motsu X KAYA, bless4, Lia, Maaya Uchida, nano, 10JINACTOR, Atsumi Tanezaki, Chika Anzai, hitomi, Nozomi Furuki, Takaaki Suzuki, Tomomi Itano, Yohei Azakami |
| Ngày 25–27, tháng 11, năm 2016            | Trung tâm triển lãm và hội nghị quốc tế Suntec Singapore Singapore   | 94,270           | HOME MADE KAZOKU, Kotoko, T.M.Revolution, JAM Project, Konomi Suzuki, Minori Chihara, Wake Up, Girls!, Aimer, Alisa Takigawa, Ami Wajima, HoneyWorks / CHiCO with HoneyWorks, Yoshitsugu Matsuoka, Nobuhiko Okamoto, Yohei Azakami, Tomoyo Kurosawa, Pikotaro, Real Akiba Boyz, Mitsuhiro Ichiki, Matsushita, Kanae Ito, Kradness, Gen Urobuchi, Daiki Yamashita, May’n |
| Ngày 10–11, tháng 6, năm 2017             | Hội trường Hoàng gia Paragon Băng Cốc, Thái Lan                      | 30,000           | Chihiro Yonekura, May'n, Junichi Suwabe, Kanae Ito, Kengo Kawanishi, Reon Kurosaki, SpringChubit, Toru Furuya, Tomohisa Sako, Yasuaki Takumi, Yui Ishikawa, Yuuki Kuwahara |
| Ngày 18–20, tháng 8, năm 2017             | JIEXPO Jakarta, Indonesia                                            | 50,080           | fhána, Konomi Suzuki, May'n, Tomohisa Sako, KISIDAKYODAN AND THE AKEBOSIROCKETS, kradness, Luna Haruna, Shiena Nishizawa, CLEANERO, Kozue Aikawa, Rika Abe, Saki Ono, Satoshi Tsuruoka, Takaaki Natsushiro, Toru Furuya, Yasuaki Takumi, Enako |
| Ngày 26–27, tháng 8, năm 2017             | Makuhari Messe Chiba, Nhật Bản                                       |                  | |
| Ngày 24–26, tháng 11, năm 2017            | Trung tâm triển lãm và hội nghị quốc tế Suntec Singapore Singapore   | 96,000           | Nogizaka46, FLOW, Iris, Shiena Nishizawa, Tomohisa Sako, ClariS, Konomi Suzuki, Moso Calibration, nano, TRUE, fripside, Luce Twinkle Wink, Mashiro Ayano, May'n, Taketeru Sunamori, Tomotaka Misawa, Kohei Kawase, Yusuke Kobayashi, Go Takahashi, Yuuki Takada, Hibiku Yamamura, Narumi Kaho, Rika Abe, Kiyono Yasuno, Akiko Takase, Haruka Fujita, Minori Chihara, Yui Ishikawa, Tetsuya Kakihara, Toshiyuki Toyonaga, Seiji Mizushima, Shin-ichiro Miki, Kentaro Kumagai, DJ Keitan, Gear, Izumi Kitta, LeChat, real Akiba Boyz, Takahiro Baba, Enako |
| Ngày 9–11, tháng 2, năm 2018              | Trung tâm hội nghị và triển lãm Hồng Kông Hồng Kông, Trung Quốc      |                  | |
| Ngày 25–26 tháng 8, năm 2018              | Makuhari Messe Chiba, Nhật Bản                                       |                  | |
| Ngày 31 (tháng 8)-2 (tháng 9), năm 2018   | Trung tâm hội nghị và triển lãm Indonesia (ICE) Tangerang, Indonesia | 57,528           | EGOIST, Ammi Wajima, Band-Maid, Konomi Suzuki, Mashiro Ayano, Megumi Nakajima, TRUE, Ayasa, Eri Sasaki, Kizuna AI, Sora Tokui, Yukari Anzai, Jumpei & Morita, Jun Kasama, GinyuforcE, Lotus Juice, Siro, |
| Ngày 30 (tháng 11)–2 (tháng 12), năm 2018 | Trung tâm triển lãm và hội nghị quốc tế Suntec Singapore Singapore   | 105,000          | angela, EARPHONES, Erii Yamazaki, GARNiDELiA, KISIDAKYODAN AND THE AKEBOSIROCKETS, Mili, May'n, nano, Real Akiba Boyz, Shiena Nishizawa, SPYAIR, Tielle&Gemie, Suzuko Mimori, TrySail, YURIKA, Ayasa |
| Ngày 22–24, tháng 2, năm 2019             | Trung tâm hội nghị và triển lãm Hồng Kông Hồng Kông, Trung Quốc      |                  | |
| Tháng 8, năm 2019                         | TBC Tokyo, Nhật Bản                                                  |                  | |
| Ngày 29 (tháng 11)–1 (tháng 12), năm 2019 | Trung tâm triển lãm và hội nghị quốc tế Suntec Singapore Singapore   | 120,000          | Maaya Uchida, fhána, Scandal, TRUE, BLUE ENCOUNT, JUNNA, MYTH & ROID, ReoNa, Ayaka Ōhashi, Azusa Tadokoro, May'n, Minori Chihara |

### 2008
Hội chợ lần đầu tiên tổ chức tại Hội trường Suntec tại Singapore. Những nhân vật có tiếng được mời đến đây là Kōji Morimoto, giám đốc hoạt họa của xưởng phim 4 °C và Kunio Okawara, nhà thiết kế từ Gundam cho một buổi nói chuyện trong ngành. Ichirou Mizuki và buổi hòa nhạc tên May'n cũng có mặt tại sự kiện.

### 2009
Mời Danny Choo và Kaname tham dự dự kiện.
Hàng loạt ca sĩ như Nakagawa Shoko hát đôi cùng Mizuki Ichrou vào ngày đầu sự kiện và Fakuyama Yoshiki hát đôi cùng May'n vào ngày thứ hai của sự kiện. Thần tượng ảo Hatsune Miku trình diễn buổi ca nhạc riêng đầu tiên tại đây.
Tổ chức "Regional Cosplay Championship" mà những cosplayer từ Singapore, Malaysia, Thái Lan, Indonesia và Philippines thi đấu hai đội với nhau.
Mời 4 diễn viên lồng tiếng K-On! tham gia và trực tiếp lồng tiếng nhân vật từ anime trên 

### 2011
Mời ca sĩ Mizuki Ichirou, ban nhạc Nhật Bản Flow và Sea*a tham dự vào ngày thứ hai của sự kiện, đôi với May'n, Angela, Kalafina, Itō Kanako và Milky Holmes được mời vào ngày thứ ba.
Chiwa Saitō, Gō Nakanishi, Danny Choo, Kaname và Usagi là khách mời đặc biệt trên sân khấu.
Tập 4 của Mobile Suit Gundam Unicorn công chiếu tại đây cùng ngày với Nhật Bản.

### 2013
Được tổ chức tại Jakarta, Indonesia và Singapore. Bài hát chủ đề "Origami" được hát bởi Valerie Tang (cựu thành viên của Sea*A).

### 2018
AFA tổ chức Lễ kỷ niệm 10 năm sự kiện thảm đỏ tại Singapore.

### 2019
Năm 2019, C3AFA2019 được tổ chức tại Hồng Kông, Tokyo và Singapore. Một sân đặc biệt được tổ chức vào ngày cuối cùng của AFASG, tại đây Chihara Minori trình diễn "Don't be lazy" từ anime K-on! và Ayaka Ōhashi cùng Azusa Tadokoro tham gia với các ca sĩ trên để trình diễn phiên bản cover "Butterfly" từ anime Digimon.

## Tranh cãi
Một sự cố liên quan giữa một cosplayer và một người phụ nữ lớn tuổi xảy ra tại AFA 2013 Singapore.
Vào năm 2016, một người bán hàng bị cáo buộc vi phạm bản quyền của một số nghệ sĩ khi bán các bìa nghệ thuật của họ không được cho phép. Ban tổ chức kịp thời nhắc nhở người bán hàng và hàng hóa ngừng bán vào ngày hôm sau.